# Bloqueio da plate

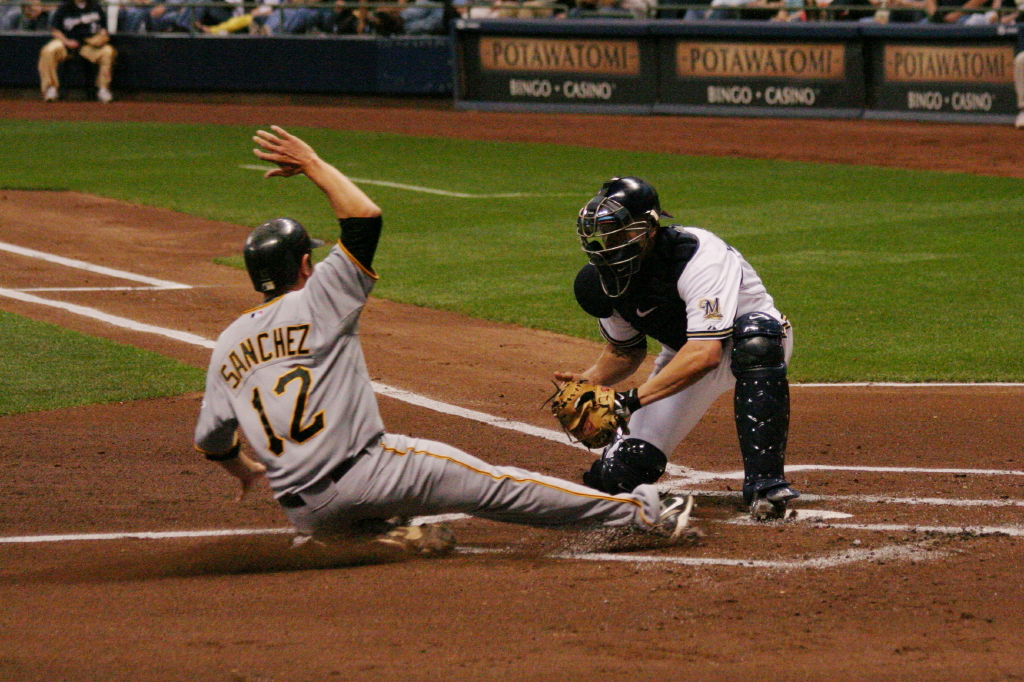

No beisebol, o bloqueio da plate (blocking the plate) é uma técnica comum executada por um receptor para impedir um corredor de anotar corrida. O ato de bloquear a plate presta conta da maior parte do contato físico no beisebol.
Pelas regras do beisebol, um corredor tem o direito a um caminho desobstruído a uma base. Entretanto, este direito não é concedido se o defensor que guarda a base tiver a posse da bola ou estiver no processo de pegá-la. Os defensores que guardam da primeira à terceira base pouco provavelmente se arriscarão a um dano físico e vão se colocar, na maioria das vezes, fora do caminho do corredor. O receptor guardando a home plate, porém, usa acolchoamentos e uma máscara, e colocará freqüentemente seu corpo como um obstáculo entre o corredor e a home plate. Visto que o corredor não tem de preocupar-se com mais nada na home plate a não ser tocá-la, ele correrá a toda velocidade num esforço para consegui-la. A velocidade do corredor combinada com o fato de que o receptor ainda tem de queimá-lo forma uma jogada dramática.

## Técnica
Em qualquer momento que houver um lance próximo na home plate, significando que a bola e o corredor chegaram nela ao mesmo tempo, o receptor agacha-se em frente dela para bloquear um caminho aberto. A menos que esteja disposto a ser eliminado (tag out), o corredor que se depara com uma plate bloqueada tem duas escolhas. Ele pode:
1. Tentar deslizar em volta do receptor e evitar sofrer o tag, ou,
2. Colidir com o receptor com tal força que o receptor não tenha chance de manter a posse da bola.

O receptor logo percebe que decisão o corredor tomará. Se o corredor deslizar, o receptor fará um movimento rápido com sua luva para tirar rapidamente o corredor. De outro modo, o receptor deve fazer tudo que puder para firmar-se para o impacto e manter a bola na sua luva.

## Risco
Ambos os jogadores colocam-se em risco de lesão quando há um lance fechado na home plate, e embora usem acolchoamentos, os receptores são mais prováveis de se machucarem do que os corredores. Os receptores geralmente têm maus joelhos devido à posição agachada que tomam na plate. Os joelhos de um receptor são também a parte do corpo mais próxima de um corredor chegando, e há uma possibilidade de uma lesão de ligamento cruzado anterior ao receptor. Outros danos incluem contusões e concussões.
Em um incidente infame, o receptor do Cleveland Indians Ray Fosse sofreu de um ombro separado quando Pete Rose intencionalmente colidiu com ele em um lance na plate durante o Jogo das Estrelas da MLB de 1970. Rose foi duramente criticado; primeiro, era um jogo de exibição, e segundo, ele poderia facilmente ter deslizado em volta de Fosse ao invés de colidir com ele. Enfim, o incidente serviu para ajudar a construir a reputação de “Charlie Hustle” de Rose, e Fosse, que estava tendo uma fenomenal temporada como calouro, nunca mais foi o mesmo depois do lance.